# L'evaso (film 1971)
L'evaso (La Veuve Couderc) è un film del 1971 diretto da Pierre Granier-Deferre.
Il soggetto è ispirato al romanzo di Georges Simenon La vedova Couderc. Il film è stato girato nel paese di Cheuge.

## Trama
In Francia, presso un piccolo paese della provincia fluviale negli anni trenta, lo sconosciuto Jean arriva e trova lavoro presso la fattoria della vedova Couderc, che è in lotta con i parenti del marito defunto desiderosi di sottrarle la proprietà.
Benché meno giovane, la donna sembra innamorarsi di lui, sul quale sa assai poco: si tratta di un evaso che la polizia sta cercando. Quando lei lo capisce decide di non denunciarlo, nonostante il misterioso ospite stia contemporaneamente intrattenendo una relazione con Félicie, la giovane nipote del marito defunto.
L'odio e lo spirito vendicativo dei parenti porta alla delazione alla polizia che fa scattare la caccia all'uomo. Coperto dalle due donne, Jean – su cui pende l'ordine di sparare a vista – dapprima scappa nei dintorni della fattoria, quindi, dopo aver ucciso qualche guardia incontrata lungo la via di fuga, si vede accerchiato e torna al punto di partenza. Iniziata dunque la sparatoria perché rifiutatosi di uscire e arrendersi, un colpo d'arma da fuoco genera un incendio presso l'abitazione dove si stava nascondendo. Solo a quel punto, vedendosi senza alternative, Jean decide di arrendersi uscendo dalla porta e correndo verso l'esterno, nello stesso momento in cui vari colpi di fucile colpiscono il suo corpo. Nella sparatoria, accidentalmente, perde la vita anche la vedova Couderc, che fino all'ultimo non voleva che l'amato uomo di arrendesse.
I titoli di coda forniscono una spiegazione delle sue azioni precedenti alla storia raccontata in questo film: nel corso di una cerimonia ufficiale, Jean aveva ucciso due alte personalità; al presidente del tribunale che gli chiede il motivo di tale azione, egli rispose che ne aveva piene le scatole.

## Riconoscimenti
- 1972 - Grand prix du cinéma français